# Fantasy-Jahr 1958
Übersicht

◄◄ | ◄ | 1954 | 1955 | 1956 | 1957 | Fantasy-Jahr 1958 | 1959 | 1960 | 1961 | 1962 | ► | ►►

Weitere Ereignisse

## Neuerscheinungen Literatur
| Deutscher Titel       | Deutschsprachiges Erscheinungsjahr | Originaltitel          | Autor               | Anmerkungen |
| --------------------- | ---------------------------------- | ---------------------- | ------------------- | ----------- |
| Die Kerze im Wind     | 1996                               | The Candle in the Wind | T. H. White         |             |
| Das Tor des Mezentius | 1983                               | The Mezentian Gate     | Eric Rücker Eddison |             |

## Neuerscheinungen Filme
| Deutscher Titel         | Deutschsprachiges Erscheinungsjahr | Originaltitel            | Regie        | Anmerkungen |
| ----------------------- | ---------------------------------- | ------------------------ | ------------ | ----------- |
| Sindbads siebente Reise | 1958                               | The 7th Voyage of Sinbad | Nathan Juran |             |

## Geboren
- Troy Denning
- Kate Elliott
- Lynn Flewelling
- Cornelia Funke
- Susanne Gerdom
- Richard Schwartz